# Kumertau

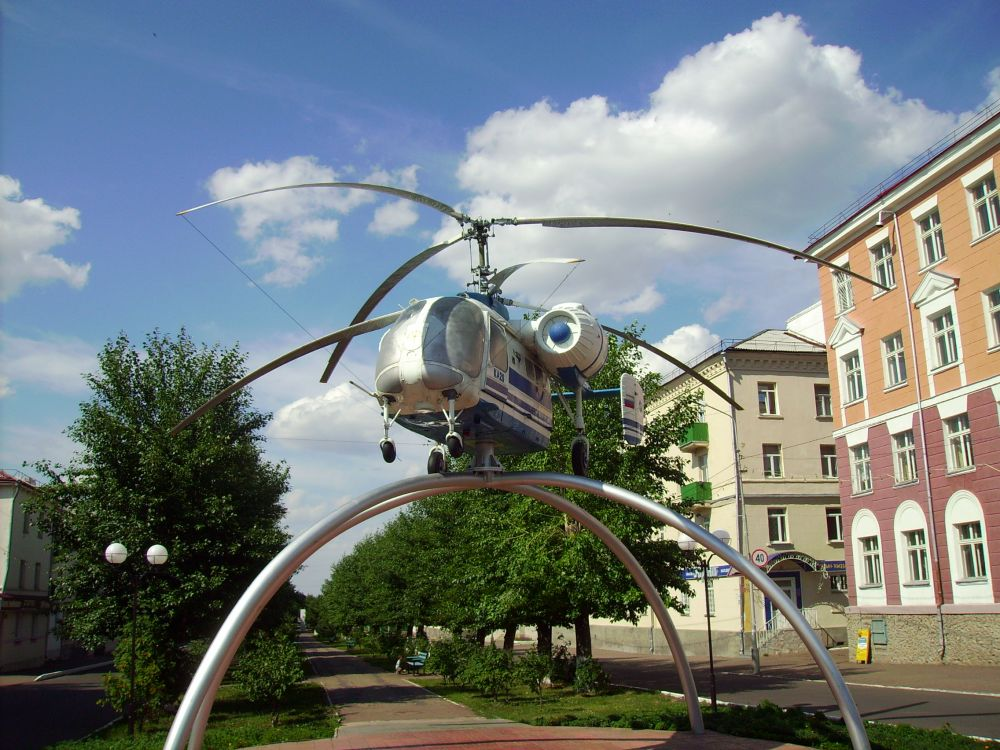
Il monumento all'elicottero Kamov Ka-26 a Kumertau.

Kumertau è una città della Russia europea centro-orientale (Repubblica Autonoma della Baschiria). Sorge nel pedemonte uraliano occidentale, a breve distanza dal corso del fiume Belaja, 257 km a sud della capitale Ufa.
Fondata nel 1948 per lo sfruttamento di importanti giacimenti di carbone, ottenne lo status di città nel 1953. A Kumertau si trova la sede della KumAPE S.p.a. che produce gli elicotteri civili e militari della Kamov S.p.a.: Kamov Ka-226, Kamov Ka-27, Kamov Ka-28 Kamov Ka-32.